# Calendario Científico Escolar
El Calendario Científico Escolar es una iniciativa del Consejo Superior de Investigaciones Científicas (CSIC) español, en el que se recogen aniversarios científicos y tecnológicos para cada uno de los días del año, incluyendo efemérides sobre la vida y obra de investigadores e investigadoras, conmemoraciones de avances científicos y curiosidades. Es una iniciativa abierta a la participación pública, pues el contenido del calendario surge de las propuestas que se realizan desde individuos y organizaciones. 

## Descripción de la iniciativa

### Antecedentes
La realización y difusión de un calendario con efemérides científicas se realiza desde 2011 en Rumanía por parte de la Asociación Secular Humanista de Rumanía (ASUR). En 2019 comenzó a desarrollarse una iniciativa similar en el Reino Unido, por parte de la Sociedad Humanista de Escocia (HSS). La propuesta de realizar un calendario científico en España fue impulsada ese mismo año por la asociación Europa Laica, pasando a ser una iniciativa coordinada desde el CSIC.

### Objetivos
El objetivo general es contribuir a mejorar la cultura científica y tecnológica de la población, en especial de la más joven. Para ello, se plantean cinco objetivos específicos
1. Ofrecer datos abiertos de efemérides científicas, fiables y documentadas, en un formato estructurado que sea fácilmente accesible y reutilizable.
2. Ampliar los recursos didácticos disponibles para los docentes, contribuyendo de forma transversal a mejorar la cultura científica en el aula.
3. Fomentar las vocaciones científicas, proponiendo modelos referentes cercanos para la población joven.
4. Divulgar hitos de la actividad de centros de I+D+i, especialmente aquellos financiados con fondos públicos.
5. Fomentar el pensamiento racional y el espíritu crítico para favorecer la toma de decisiones responsables, la diferenciación entre evidencia científica y opinión personal y el combate de las pseudociencias.

Para intentar contribuir a corregir la brecha de género en I+D+i, se presta especial atención a la divulgación de la actividad de mujeres, especialmente en los campos en los que se encuentran infrarrepresentadas. Además, al recoger la diversidad del personal científico y de las distintas áreas de investigación, incluyendo las ciencias formales, naturales y sociales, se busca que cada persona pueda sentirse representada y favorecer vocaciones.

### Formatos
El calendario se acompaña de una guía didáctica con orientaciones para el aprovechamiento educativo transversal del calendario en educación primaria y secundario, incluyendo actividades que pueden ser adaptadas a distintos rangos de edad y asignatura. También es posible acceder a los ficheros en texto plano para su entrega mediante TTS, lectores de pantalla, líneas Braille, etc. 
Actualmente, el Calendario científico escolar se traduce a 11 idiomas, siendo una iniciativa pionera en la divulgación científica en lengua asturiana y aragonesa. 
Los materiales están disponibles en el repositorio científico en acceso abierto Digital.CSIC. También se distribuyen copias a centros educativos y se difunden las efemérides diarias a través de redes sociales (Twitter, Telegram y Mastodon). 
Al tratarse un recurso didáctico totalmente gratuito y accesible, se busca garantizar el derecho a la inclusión y no discriminación en el sistema educativo. 

## Ediciones del calendario
Los contenidos del calendario científico son totalmente renovados cada nueva edición.

### Edición 2020
La primera edición se lanzó el 8 de enero de 2020. El calendario y la guía estuvieron disponibles en 5 lenguas: castellano, gallego, asturiano, euskera y catalán.

### Edición 2021
La segunda edición se lanzó el 11 de enero de 2021. El calendario y la guía estuvieron disponibles en 7 lenguas: castellano, gallego, asturiano, euskera, catalán, aragonés e inglés. Como novedades, se incluyó una nueva sección con los eventos más destacados de cada mes.

### Edición 2022
La tercera edición se lanzó el 11 de enero de 2022. El calendario y la guía estuvieron disponibles en 11 lenguas: castellano, gallego, asturiano, euskera, catalán, aragonés, inglés, esperanto, árabe, portugués y francés.

### Edición 2023
La tercera edición se lanzó el 9 de enero de 2023.
Incluye los mismos idiomas que en la edición previa, más una versión en farsi, e incorpora apoyos para alumnos con dificultades de lectura y escritura.

## Interacción con la sociedad

### Público objetivo
La iniciativa se enfoca principalmente al alumnado de educación primaria y secundaria (de 6 a 16 años). No obstante, por su estructura y contenidos, el calendario científico en sí mismo es válido para ser utilizado por toda la sociedad en general. 
Las personas con discapacidad son un público prioritario de este calendario. Este espíritu está detrás de la preparación del calendario y la guía siguiendo el denominado diseño universal, el uso de lenguaje adaptado y la preparación de ficheros accesibles. 

### Formatos de interacción
Durante la fase de búsqueda y recopilación de efemérides se cuenta con la colaboración tanto de centros educativos como de la sociedad en genera l.
Siguiendo el concepto de datos abiertos, la base de datos y las ilustraciones del calendario también están alojadas en la plataforma de desarrollo colaborativo GitLab, que permite el trabajo colaborativo y ayuda a mejorar la interacción con el público, representando una oportunidad para favorecer la accesibilidad y reutilización de la información generada.

### Entidades colaboradoras
La iniciativa ha sido financiada en sus ediciones 2020, 2021, 2022 y 2023 por la Fundación Española de Ciencia y Tecnología (FECYT). La coordinación del proyecto se realiza desde el Instituto de Ganadería de Montaña (IGM), un centro mixto del CSIC y la Universidad de León. No obstante, para su realización se cuenta con la colaboración de numerosas instituciones del sistema de ciencia y tecnología y del mundo universitario (por ejemplo,
la Universidad del País Vasco, la Universidad de La Coruña, la Universidad Miguel Hernández de Elche y distintas delegaciones territoriales del CSIC), así como otras entidades que colaboran en la traducción de los textos a diferentes lenguas (por ejemplo, Academia de la Llingua Asturiana, Federación Española de Esperanto o Casa Árabe).